# جميل آدم
جميل آدم (بالإنجليزية: Jamil Adam)‏ (5 يونيو 1991 ببولتن في المملكة المتحدة - ) هو لاعب كرة قدم بريطاني في مركز الهجوم. شارك مع منتخب جمهورية أيرلندا تحت 19 سنة لكرة القدم ومنتخب جمهورية أيرلندا تحت 21 سنة لكرة القدم. أما مع النوادي، فقد لعب مع نادي بارنسلي ونادي بارسكو وFlint Town United F.C. ‏ وبلدلوك تاون ‏ وBuckley Town F.C. ‏ وPenycae F.C. ‏.

## وصلات خارجية
- جميل آدم على موقع قاعدة بيانات كرة القدم.إي يو (الإنجليزية)
- جميل آدم على موقع Soccerbase.com (لاعب) (الإنجليزية)